# Halbbatzen-Kollekte
Die Halbbatzen-Kollekte ist eine Art des Fundraising, die ab 1855 zur Finanzierung der Arbeit der Basler Mission entwickelt wurde. Die Grundidee dieser Kollekte war, durch zahlreiche kleine, aber regelmässige Spendenbeiträge von Menschen mit geringen finanziellen Mitteln die Entsendung von Missionierenden in alle Welt zu finanzieren.

## Grundzüge
Viele Freunde der Missionsarbeit, auch wenn sie nicht reich waren, sollten wöchentlich einen halben Batzen, das waren fünf Rappen, spenden. Dieser Betrag entsprach dem Gegenwert eines Brotes. Dafür bekamen sie von den Sammlerinnen des Geldes mündliche Informationen aus fernen Ländern und gedruckte Missionshefte. Sogenannte Heimatmissionare waren in der Schweiz und Südwestdeutschland unterwegs, um in Gemeinden Vorträge über Länder und Menschen zu halten, die sie im Dienst der Basler Mission kennen gelernt hatten.

## Geschichte
Präsident Joseph Josenhans musste neue Einnahmequellen erschliessen, da er die Mission wie einen unternehmerischen Bereich ausbauen wollte. Er entwickelte den Gedanken, auch weniger gut gestellte Schichten zu Spenden für die Mission zu bewegen. Im Januar 1855 legte er dem Komitee Statuten vor, die sich auf (Lukas 21,2-4 ) gründeten: «Er sah aber eine arme Witwe, die legte dort zwei Scherflein ein. Und er sprach: ‹Wahrlich, ich sage euch: Diese arme Witwe hat mehr als sie alle eingelegt. Denn diese alle haben etwas von ihrem Überfluss zu den Gaben eingelegt; sie aber hat von ihrer Armut alles eingelegt, was sie zum Leben hatte.›» Das Komiteemitglied Carl Sarasn (1815–1886) gründete schließlich die Halbbatzenkollekte.

## Kollekte als Frauenangelegenheit
Die Halbbatzen-Kollekte zielte vor allem auf Frauen als Spenderinnen und Sammlerinnen ab. Der egalitäre Anstrich wurde durch den Satz erreicht, die Kollekte sei geschlechtsneutral. In der Realität aber war sie hauptsächlich Frauensache.  Die Kollekte war sehr lukrativ und der Spendenfluss blieb auch in schwierigen Zeiten erhalten, da die sparsamen Hausfrauen durch geschickte Einteilung ihrer Mittel immer noch kleine Summen für die Mission geben konnten. Die Sammlerinnen waren Hausfrauen, die gerne etwas Zeit für öffentlich angesehene Wohltätigkeit erübrigten. Gelegentlich wurden besonders erfolgreiche Spendenwerberinnen im Evangelischen Heidenboten gewürdigt, einem weit verbreiteten Missionsblatt.

## Finanzielle Bedeutung und Formen des Spendens
Aus dieser finanziellen Quelle konnte die Basler Mission viele Jahrzehnte lang einen beachtlichen Teil ihrer Ausgaben decken.
Im ersten Sammeljahr erbrachte die Kollekte etwa 15 Prozent der Gesamteinnahmen der Basler Mission, 25 Jahre später bereits ein Viertel, in der Folge zwischen einem Viertel und einem Drittel. In der zweiten Hälfte des 19. Jahrhunderts kann von einem Viertel des Gesamtbudgets ausgegangen werden. In Krisenzeiten erhöhte sich das auf nahezu die Hälfte.
An einzelnen Orten gehen auch heute noch Sammler an die Haustüre von Unterstützern, bringen die Zeitschrift Begegnen (in der Schweiz) oder die Nachrichten der Basler Mission – Deutscher Zweig (in Südwestdeutschland) und überweisen die gesammelten Spenden an die aktuell tätigen Missionsorganisationen Mission 21 in Basel oder Basler Mission – Deutscher Zweig in Stuttgart. Heutzutage entscheiden sich Teilnehmer an dieser frühen Form des Crowdfunding zunehmend für digitale Wege der Spendenübergabe.